# Światowe Forum Ekonomiczne

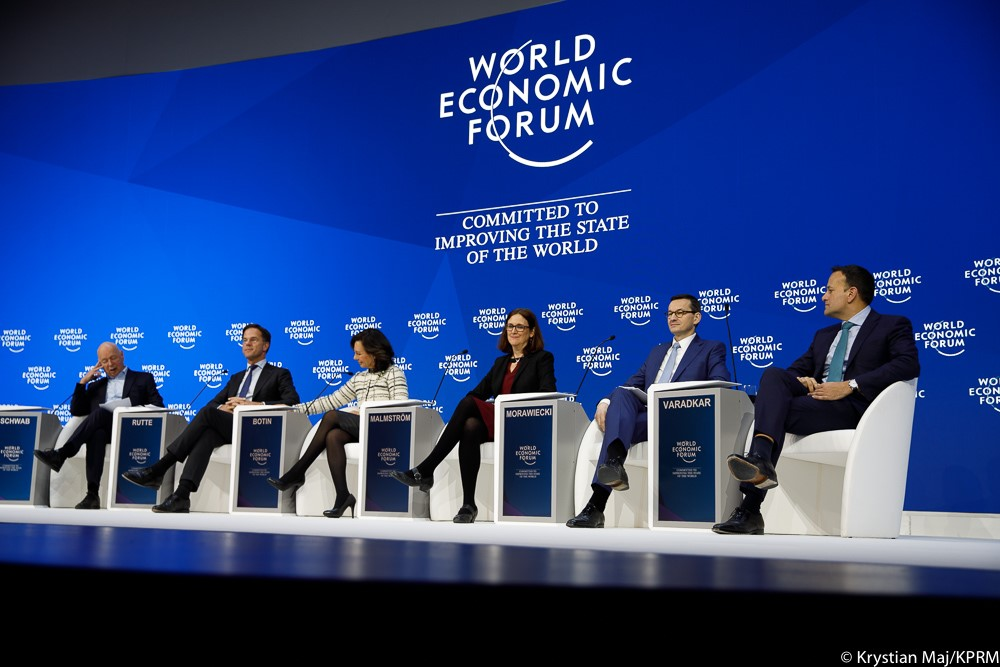
Światowe Forum Ekonomiczne, konferencja w Davos

Światowe Forum Ekonomiczne (ang. World Economic Forum, WEF) – szwajcarska fundacja non-profit znana z organizacji corocznej konferencji w Davos.
Konferencja w Davos jest spotkaniem prezesów najbogatszych światowych korporacji, przywódców politycznych (prezydentów, premierów i innych) oraz wybranych intelektualistów i dziennikarzy. Bierze w nim udział około 2000 osób.
Oprócz konferencji w Davos fundacja organizuje również spotkania regionalne oraz publikuje raporty.

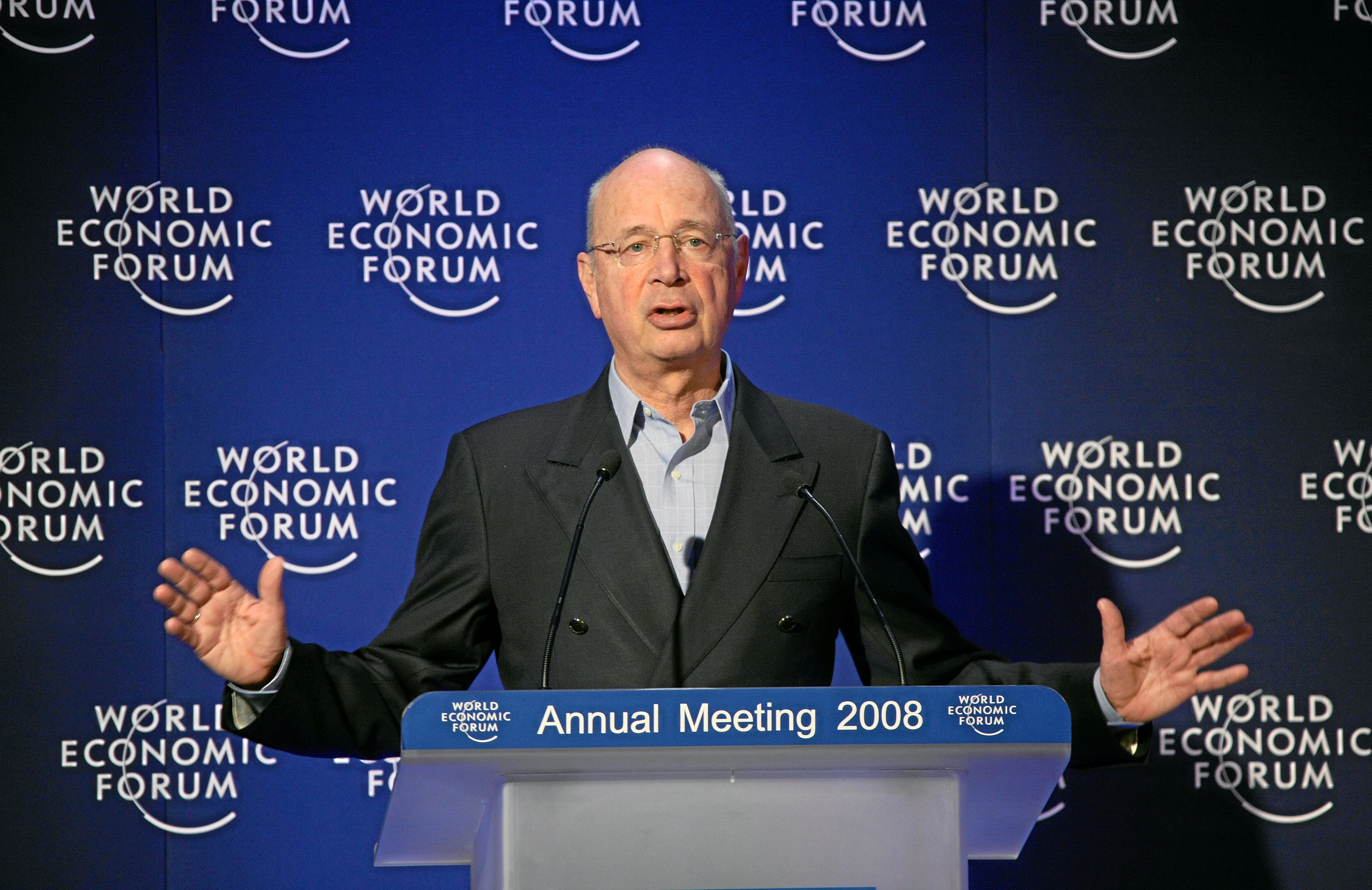
Klaus Schwab, założyciel Światowego Forum Ekonomicznego (2008).

WEF zostało założone w 1971 r. przez Klausa W. Schwaba, niemieckiego profesora biznesu.
Według zwolenników, WEF jest odpowiednim miejscem dla dialogu i debaty na temat głównych społecznych i ekonomicznych problemów planety, ponieważ wśród uczestników obecni są przedstawiciele największych ekonomicznych organizacji i najbardziej wpływowych organizacji politycznych, a także intelektualistów, co sprzyja odpowiedniej atmosferze do prowadzenia szerokiej i otwartej debaty.
Według krytyków WEF, jest to tylko forum biznesu, na którym najbogatsze przedsiębiorstwa mogą łatwo negocjować umowy między sobą, a także wywierać nacisk na najbardziej wpływowych polityków świata. Zdaniem krytyków, celem tych spotkań jest bardziej zysk niż rozwiązywanie ekonomicznych problemów, takich jak bieda. Uważa się, że WEF jest zdominowane przez korporacje i ma wpływ na globalne podejmowanie decyzji, więc jest postrzegany przez krytyków jako niewybierany, niedemokratyczny, elitarny, poufny światowy Senat. Do 2001 roku głównymi zarządami podejmującymi decyzje w WEF były Forum Zarządu Dyrektorów i Rada Zarządu Dyrektorów.
Z tych powodów, w trakcie spotkań WEF (szczególnie od czasu Corocznych Spotkań WEF w styczniu 2000) przeciwnicy regularnie organizują protesty. Akty ograniczania praw obywatelskich podczas protestów są odbierane przez krytyków jako dowód współpracy między władzami lokalnymi a WEF przeciwko prawom człowieka.

## Równowaga geograficzna
Pomimo że WEF ma w nazwie słowo Świat, wśród jego członków, rad nadzorczych, a także uczestników corocznych spotkań, dominują reprezentanci Europy, USA i Japonii. Ponieważ do uczestnictwa WEF są zaproszone jedynie przedsiębiorstwa, których dochód wyniósł około jednego miliarda dolarów (dane z 2002 r.), przedsiębiorstwa z biednych krajów są reprezentowane w mniejszej proporcji w stosunku do ich liczebności.
W 2002 roku odbyło się Coroczne Spotkanie, w którym brało udział 75% uczestników pochodzących z Europy (39%) i z USA (36%), mimo że reprezentują oni tylko 17% światowej populacji. Uczestnicy Zachodniej Azji stanowili około pięć razy więcej reprezentantów w stosunku do ich populacji, co oznacza, że stanowili 4% uczestników Corocznych Spotkań, natomiast reprezentowali oni około 0,8% światowej populacji.
Mimo że 60% mieszkańców Ziemi żyje w Azji (dane z 2002 roku), to tylko 7,7% uczestników Corocznych Spotkań 2002 roku pochodziło z tego rejonu.

## Uczestnictwo polityków
W 2000 roku 33 narodowych liderów brało udział w Corocznym Spotkaniu, wśród których byli: Bill Clinton, Tony Blair, Aleksander Kwaśniewski, król Jordanii Abdullah Il, prezydent Indonezji Abdurrahman Wahid, prezydent Południowej Afryki Thabo Mbeki, prezydent Argentyny Fernando de la Rúa. W 2002 roku zostało wybranych 27 narodowych liderów, 3 członków królestw, 9 senatorów USA oraz 9 członków parlamentu USA.

## Opłaty uczestników
W 2002 r. każde przedsiębiorstwo będące członkiem płaciło podstawową coroczną opłatę w wysokości 12 500 USD i 6250 USD opłaty za Coroczne Spotkanie. Jednakże aby przedsiębiorstwo mogło uczestniczyć w podejmowaniu decyzji odnośnie do porządku obrad Corocznego Spotkania oraz regionalnych spotkań, musiałoby zapłacić 250 000 USD każdego roku i uzyskać miano Instytucjonalnego Partnera lub Partnera Wiedzy oraz 78 000 USD, by zostać Partnerem Corocznych Spotkań. WEF opisuje sposób doboru Partnerów, opierając go na umiejętności zasilania i osiągania celów Forum.
Dochód uzyskany przez WEF w 2001 roku osiągnął $104 miliony, z których $38 milionów pochodziło ze składek członkowskich.

## Dostęp mediów
Podczas spotkań corocznych lub regionalnych, pomimo że wielu dziennikarzy, wybranych przez WEF i określanych jako media fellows, uczestniczy w większości formalnych planowanych paneli i wydarzeniach, są oni wykluczani z wielu nieformalnych warsztatów przeznaczonych dla przedsiębiorstw specjalizujących się w jednej dziedzinie oraz ze spotkań pomiędzy liderami korporacji, liderami politycznymi i liderami międzynarodowych instytucji finansowych. Ponieważ spotkania nieformalnych liderów odbywają się bez dostępu mediów głównonurtowych (ang. mainstream media) i bez autoryzacji przez narodowe parlamenty, są one krytykowane i zarzuca się im niedemokratyczny charakter.

## Uczestnictwo organizacji pozarządowych
WEF próbowała stworzyć dialog z krytykami, zapraszając reprezentantów organizacji pozarządowych do uczestniczenia w Corocznym Spotkaniu.
W 2000 roku w Corocznym Spotkaniu, uczestniczyły następujące organizacje pozarządowe:
- Save the Children
- Amnesty International
- World Wide Fund for Nature
- Transparency International
- Oxfam
- Friends of the Earth International
- Focus on the Global South(inne języki)

Podczas Corocznego Spotkania w 2001 roku, pomimo że większość wymienionych organizacji pozarządowych zostało ponownie zaproszonych, to do wzięcia udziału w obradach nie poproszono: Friends of the Earth i Focus on the Global South. Krytycy motywowali ten fakt silną i czystą krytyką kierowaną wobec WEF przez te organizacje.
W 2001 roku inne organizacje pozarządowe zostały zaproszone do obrad, wśród nich znalazły się organizacje z biednych krajów, takich jak:
- Martin Khor(inne języki) z Third World Network(inne języki) z Malezji
- Vandana Shiva z Research Foundation for Science, Technology and Ecology z Indii
- Vicki Tauli z Indigenous People's International z Filipin,

i organizacje z bogatych krajów, takich jak:
- Public Citizen(inne języki).

Jednakże żadna z powyższych czterech organizacji nie została zaproszona w 2002 roku. Przykładem krytyki jest Financial Times, która napisała, że Forum nie zaprasza organizacji, które tylko zasilają negatywny punkt widzenia i nie popierają ich „misji” zawężania globalnego podziału. (ang. the Forum says it is not inviting organizations that contribute only negative views and do not support its „mission” to narrow global divisions).
Greenpeace przez dwa lata próbował współpracować z WEF nad tematem globalnego ocieplenia, ale ostatecznie organizacja ta zadecydowała się nie brać udziału w Corocznym Spotkaniu, które odbyło się w 2002 roku. Powodem tego był brak współpracy ze strony WEF. W liście skierowanym do Greenpeace, Klaus Schwab napisał, że wymagania Greenpeace w stosunku do przemysłu samochodowego w Coroczym Spotkaniu w 2001 roku prowadzą do problemów (ang. lead to problems).

## Odpowiedzi WEF na krytykę
W 2001 roku na Corocznym Spotkaniu, WEF wydało 5,4 miliona USD na ochronę. W Corocznym Raporcie z 2001 roku Klaus Schwab porównywał groźbę ze strony manifestantów alternatywnej globalizacji do zagrożenia terroryzmem. Wielu obserwatorów ocenia tę reakcję jako odrzucenie krytyki.
Jednakże WEF twierdzi, że jest otwarty na dialog z krytyką. W Corocznym Spotkaniu w styczniu 2004 roku w Davos zorganizowano Otwarte Forum Davos 2004 r. Spotkanie odbyło się pod hasłem Globalizacja lub Deglobalizacja – co jest lepsze dla najbiedniejszych? (ang. Globalization or Deglobalization for the Benefit of the Poorest?). Uczestniczyło w nim 300 osób bez odpłatności.
Istnieją kontrowersje wokół roli WEF w globalnym podejmowaniu decyzji.

## Regionalne spotkania
Regionalne spotkania umożliwiają bliski kontakt pomiędzy liderami dużych przedsiębiorstw i liderami władz lokalnych.
W październiku 2002 roku planowano Europejski Szczyt Konkurencji (ang. European Competitiveness Summit), który jednakże nie odbył się. Przeciwnicy domniemają, że odwołano Szczyt ponieważ brano pod uwagę możliwość wystąpienia masowych, zorganizowanych, pokojowych protestów przeciwników. Oficjalnie podanym powodem odwołania było nieprzygotowanie o czasie Raportu Globalnej Konkurencji (ang. Global Competitiveness Report) przeznaczonego na spotkanie.